# Adela Dankowska
Adela Stanisława Dankowska (nascido em 5 de janeiro, 1935) é uma aviadora e política polaca. Ela foi piloto de planadores e treinadora da Selecção Nacional de Planadores da Polónia, além de também ter sido membro do parlamento polaco.